# Strumigenys tachirensis
Strumigenys tachirensis är en myrart som beskrevs av John E. Lattke och William Goitia 1997. Strumigenys tachirensis ingår i släktet Strumigenys och familjen myror. Inga underarter finns listade i Catalogue of Life.